# Pavatkulam
Pavatkulam és el nom d'una antiga reserva d'aigua creada probablement pel rei Gamani prop d'Anuradhapura, a uns 45 km al sud del Pali Wewa, avui a la província del Nord de Sri Lanka.
Estava fet amb rajoles de entre 0,6 i 1 metres i uns 20 cm d'ample el que permet datar la construcció a la primera meitat del segle ii aC. Encara és utilitzat. L'embassament tenia una llargada de 3000 metres i una altura de 8 metres, 820 hectàrees de superfície i capacitat per dos milions i mig de metres cúbics; a la riba sud tenia una sortida d'aigua.